# Радивоје Буквић
Радивоје Буквић (Сомбор, 11. новембар 1979) српски је глумац.

## Биографија
Буквић је глуму дипломирао 2001. године на Факултету драмских уметности у Београду, у класи професорке Биљане Машић. Филмску каријеру започео је 2003. године, епизодном ролом у српско-аустријском остварењу 011 Београд. Већу пажњу јавности привукао је улогом Данила Шћепановића у ТВ серији Стижу долари. Запажене улоге остварио је и у америчким и француским филмовима, међу којима су: 96 сати, Ларго Винч, Коко Шанел и Игор Стравински, Добар дан да се умре мушки, Ноћна потера, Транспортер: Наслеђе... Ипак, највећу популарност у Србији и региону донела му је главна улога у ТВ серији Беса. Једну од главних улога играо је и у хумористичкој ТВ серији Случај породице Бошковић, која се премијерно приказивала током 2020. и 2021. године на РТС-у.

## Приватни живот
Почетком јесени 2015. године, у манастиру Градац, венчао се са колегиницом Маријом Бергам. Исте јесени добили су и сина Данила. Разишли су се током 2020. године.

## Филмографија
| Год.       | Назив                        | Улога                                 | Напомена                |
| ---------- | ---------------------------- | ------------------------------------- | ----------------------- |
| 2000-е     |                              |                                       |                         |
| 2000.      | Пена за бријање              | —                                     | кратки филм             |
| 2002.      | Запечен                      | —                                     | кратки филм             |
| 2003.      | 011 Београд                  | Жељко                                 |                         |
| 2003.      | М(ј)ешовити брак             | Бора                                  | ТВ серија, 2 еп.        |
| 2003.      | Мали свет                    | лекарев помоћник                      |                         |
| 2003.      | Казнени простор              | млади јапијевац 2 / носач фрижидера 1 | ТВ серија, 2 еп.        |
| 2004.      | Смешне и друге приче         | берберин Асирац                       |                         |
| 2004—2006. | Стижу долари                 | Данило Шћепановић                     | ТВ серија, 27 еп.       |
| 2005.      | Љубав, навика, паника        | Милован                               | ТВ серија, 1 еп.        |
| 2006.      |                              | Стефан                                |                         |
| 2007.      |                              | Димитри                               | кратки филм             |
| 2008.      | 96 сати (енгл. )             | Антон                                 |                         |
| 2008.      |                              | Влад                                  | ТВ серија, 1 еп.        |
| 2008.      |                              | Тони                                  | кратки филм             |
| 2008.      | Ларго Винч (енгл. )          | Горан                                 |                         |
| 2009.      |                              | Геза                                  |                         |
| 2009.      | Коко Шанел и Игор Стравински | велики војвода Димитри                |                         |
| 2009.      | Жан                          |                                       |                         |
| 2009.      | Беса                         | поручник Јеврем                       |                         |
| 2010—2011. | Мој рођак са села            | Рабел                                 | ТВ серија, 3 еп.        |
| 2010-е     |                              |                                       |                         |
| 2011.      |                              | млади Јаромил                         |                         |
| 2011—2012. | Цват липе на Балкану         | Синиша Соколовић                      | ТВ серија, 6 еп.        |
| 2012.      |                              | Адријан                               |                         |
| 2012.      | Кетан                        |                                       |                         |
| 2012.      | Стјепан Котнић               |                                       |                         |
| 2012.      | Димитри                      |                                       |                         |
| 2013.      | Добар дан да се умре мушки   | Алик                                  |                         |
| 2014.      |                              | отац од Шарли                         |                         |
| 2015.      | Ноћна потера (енгл. )        | Виктор Грезда                         |                         |
| 2015.      | Транспортер: Наслеђе         | Аркaдиј Кaрaсов                       |                         |
| 2015.      | Дијаз                        |                                       |                         |
| 2016.      | Прваци света                 | Веља                                  | ТВ серија, 12 еп.       |
| 2016.      | Издајник по нашем укусу      | Миша                                  |                         |
| 2016.      |                              | Франсоа                               | ТВ серија, 1 еп.        |
| 2016.      |                              | Мирко                                 | ТВ серија, 6 еп.        |
| 2017.      | Повратак                     | чувар силоса                          |                         |
| 2017.      | Геније                       | Владимир Варићак                      | ТВ серија, 1 еп.        |
| 2017.      | Тихи кутак Христов           | Мардарије Ускоковић                   |                         |
| 2017.      | Џеф                          |                                       |                         |
| 2018.      | Ехо                          | отац (глас)                           | кратки филм             |
| 2018.      | Војна академија              | проф. мајор Миодраг Марковић          | ТВ серија, 14 еп.       |
| 2018—2021. | Беса                         | Урош Перић                            | ТВ серија, главна улога |
| 2019.      | Сенке над Балканом           | Леополд Новицки                       | ТВ серија, 1 еп.        |
| 2020-е     |                              |                                       |                         |
| 2020.      | Предстража (енгл. )          | Keзун Ра                              | ТВ серија, 1 еп.        |
| 2020—2021. | Случај породице Бошковић     | Гаврило Бошковић                      | ТВ серија, главна улога |
| 2021.      |                              | Игор                                  |                         |
| 2021.      | Александар од Југославије    | Ремон Поенкаре                        | ТВ серија, 2 еп.        |
| 2022.      | Кључ                         | Ненад                                 |                         |
| 2022.      | Траг дивљачи                 | Југослав Буцало                       |                         |
| 2022.      | Ид                           | човек                                 | кратки филм             |
| 2023.      | Уста пуна земље              | Марко                                 |                         |
| 2023.      | Ларс                         |                                       |                         |
| 2023.      | Траг дивљачи                 | Југослав Буцало                       | ТВ мини-серија, 4 еп.   |
| 2023.      | Чувари формуле               | професор Драгослав Поповић            |                         |
| 2024.      | Азбука нашег живота          | Вељко                                 | ТВ серија, 9 еп.        |
| 2024.      | 48 сати и један минут        | Вукашин Балшић                        |                         |
| 2024.      | Дејвид                       |                                       |                         |
| у припреми | Апсурдни експеримент         | —                                     |                         |

## Награде
| Година | Награда                                                           | Номинација                     | Улога                      | Остварење      | Изв.   |
| ------ | ----------------------------------------------------------------- | ------------------------------ | -------------------------- | -------------- | ------ |
| 2024   | Награда Цар Константин                                            |                                | Професор Драгослав Поповић | Чувари формуле | [ 10 ] |
| 2024   | Награда XXX Међународни филмски фестивал у Минску "Лістапад-2024" | Најбољи глумац у играном филму | Професор Драгослав Поповић | Чувари формуле | [ 11 ] |